# Bruno Vucinich
Bruno Vucinich (Pola, 3 febbraio 1907 – Pola, ...) è stato un calciatore italiano, di ruolo centrocampista.

## Carriera
Nella stagione 1932-1933 ha segnato un gol in 33 partite in Serie B con la Grion Pola, con cui è rimasto anche nella stagione successiva nella quale ha realizzato 3 reti in 18 presenze.